# حسن نوروزی
حسن نوروزی (زادهٔ ۱۳۳۹ در مشهد) سیاستمدار اصولگرا و روحانی شیعه ایرانی است که به‌عنوان نماینده حوزه انتخابیه رباط‌کریم و بهارستان در دوره یازدهم مجلس شورای اسلامی فعالیت می‌کرد. او همچنین در دوره‌های هشتم و دهم نیز نماینده همین حوزه انتخابیه در مجلس شورای اسلامی بوده است.

## سرکوباعتراضات آبان ۱۳۹۸
در آبان ۱۴۰۰ و هم‌زمان با برگزاری دادگاه بین‌المللی مردمی آبان در لندن، حسن نوروزی در برابر سؤال خبرنگار «دیده‌بان ایران» در مورد دادگاه و معرفی و محاکمه عاملان و آمران کشتار مردم گفت: «یکی از آن‌هایی که به مردم شلیک کرد من بودم، ما کشتیم. حالا چه کسی می‌خواهد ما را محاکمه کند؟». به گفتهٔ خبرنگار مصاحبه‌کننده، نوروزی در پایان صحبت‌هایش عنوان کرد که «شوخی کردم» و بعد تماس را قطع کرد. پس از انتشار این گفته‌ها و انتقادهایی که به نوروزی شد، او این مصاحبه و خبرنگارش را جعلی و انتشار خبر را کار منافقین دانست.

## مواضع و دیدگاه‌ها

### فیلم‌های لو رفته از زندان اوین
حسن نوروزی در رابطه با «فیلم‌های منتشر شده از زندان اوین» گفت:
- فیلم منتشر شده از اوین کار صهیونیست هاست، با توجه به شکست‌های آمریکا و اسرائیل در افغانستان و اینکه ارتش اول جهان در مقابل چریک‌های پابرهنه و مظلوم افغانستان شکست خورده است، اینها خواستند ذهن مردم را به واسطه ایران پرت کنند.
- برایم مقبول نیست وجدانم نمی‌پذیرد که چنین اتفاقی در زندان‌ها رخ داده باشد. شکنجه‌هایی که در زندان‌های آمریکایی و اسرائیل اتفاق می‌افتد انسان‌ها را آویزان می‌کنند، شکنجه می‌دهند، ناخن می‌کشند و زندان‌هایی مخوفی که در عربستان و افغانستان آمریکایی‌ها ایجاد کردند آنها زندان است، فکر نمی‌کنم که ایران چنین مهد شکنجه باشد.
- از افرادی که انفرادی رفته بودند سؤال پرسیدم که می‌گفتند به ما قرآن و دعا و مفاتیح می‌دادند ما می‌خواندیم و ما را گاهی می‌بردند بازدید و می‌آوردند و گاهی اوقات می‌گفتند که کولر ما قطع شده است؟ خوب موقعی که برق می‌رفت، کولر قطع می‌شده است و خوب ما عرق ریختیم.[۱۰][۱۱]

### فضای مجازی
حسن نوروزی در رابطه با «فضای مجازی» گفت: خدا کند بتوانیم اینستاگرام را ببندیم. فضای باز اینستاگرام و تلگرام تهدید برای جوانان است و این برای نظام شکنندگی دارد. کمیسیون حقوقی شکل گیرد به جد دنبال فیلتر اینستاگرام خواهیم بود.

### شلیک به هواپیمای اوکراین
حسن نوروزی در رابطه با «شلیک به هواپیمای اوکراین» گفت: هواپیمای اوکراینی در اسرائیل دستکاری شده و در کنترل آمریکا بود؛ بنابراین نیرویی که به هواپیمای اوکراین موشک زد، وظیفه‌اش را به‌خوبی انجام داد.

### ازدواج با دختر سیزده ساله
حسن نوروزی در رابطه با «ازدواج با دختر زیر سن قانونی» گفت: کودک همسری به موارد ازدواج بچه ۹ سال یا ۱۰ سال گفته می‌شود، اما دختر ۱۳ ساله که دیگر کودک همسر نیست.

### انتصاب فرماندار رباط کریم
پس از انصاب فرماندار جدید شهرستان رباط کریم توسط محسن منصوری استاندار تهران، در جلسه معارفه ای که به همین دلیل برگزار شده بود، حسن نوروزی با استاندار درگیری و جروبحث به وجود آورد؛ دلیل این درگیری بی‌توجهی استاندار تهران به گزینه پیشنهادی و اعمال نفوذ حسن نوروزی در انتصاب فرماندار گزارش شده بود.

## انتخابات ریاست‌جمهوری ۱۴۰۳
وی در روز دوشنبه ۱۴ خرداد ۱۴۰۳ با حضور در وزارت کشور برای انتخابات ریاست‌جمهوری دوره چهاردهم ثبت‌نام کرد.